# Rowlands Castle
Rowlands Castle è un villaggio e una parrocchia civile nel East Hampshire, nel quartiere di Hampshire, in Inghilterra. Si trova a 2,9 miglia (4,7 km) a nord di Havant, sul confine con West Sussex.

## Villaggio
È in gran parte un tranquillo villaggio residenziale, con quattro pub e alcuni piccoli negozi, tra cui un negozio di ferramenta, che è apparso in un episodio della serie del 2010 di The Apprentice. Il paese prende il nome da Motte-and-bailey castle, i cui resti si trovano a sud della Redhill Road e ad ovest della linea ferroviaria, ad est del centro attuale del paese.
Lionel "Buster" Crabb, un famoso subacqueo della Royal Navy, dopo la Seconda guerra mondiale, ha vissuto a Whichers Gate Road.
L'ex chitarrista di Van Morrison, Herbie Armstrong opera al The Fountain Inn, nel centro del paese. Le sue serate settimanali di musica dal vivo attirano appassionati da tutta la regione, tra cui volti noti.
Nel 1994, la 5ª tappa del Tour de France passò da Rowland's Castle, attirando una grande folla di turisti.

## Mezzi di trasporto
Rowlands Castle è collegata da una stazione ferroviaria sulla Portsmouth Direct Line tra Londra Waterloo e Portsmouth. C'è una sola linea di autobus.
Il borgo è attraversato da tre sentieri a lunga distanza, Monarch's Way, Sussex Border Path e Staunton Way.

## Architettura locale

### St. Huberts's Chapel
Si trova alla periferia di Rowlands Castle, a Idsworth. Fu costruita nel 1053 e fu originariamente dedicata a San Pietro e San Paolo. La cappella contiene esempi di dipinti medievali del 1300. Sulla parete nord vi è un dipinto di St. Hubert e di San Giovanni Battista. Nel vestibolo si trova un fonte battesimale ottagonale in pietra e sopra di esso vi è una galleria che contiene l'organo della chiesa.